# Мухаммед Саїд-паша
Мухаммед Саїд-паша (араб. محمد سعيد باشا; 1863–1928) — єгипетський державний і політичний діяч, двічі обіймав посаду прем'єр-міністра країни.